# Filistió (metge)
Filistió (grec antic: Φιλιστίων, llatí: Philistio) fou un metge de l'antiga Grècia. Va ser el tutor del metge Crisip de Cnidos i de l'astrònom i metge Èudox de Cnidos i, per tant, devia viure al segle iv aC. La major part d'autors coincideixen a fer-lo nadiu de Locres Epizefiris, a la Magna Grècia, però Diògenes Laerci el fa originari de Sicília, segurament pel fet que, segons el mateix autor, va exercir la medicina a la cort de Dionís el Jove, a Siracusa.
Hom li atribueix el tractat De Salubri Victus Ratione i el tractat De Victus Ratione, que són part del Corpus hipocràtic. Hi ha autors que el consideren un dels fundadors de l'Escola empírica, una de les tres escoles en què es dividia l'antiga medicina. Ateneu de Nàucratis diu que era autor d'un manual de cuina.
Va escriure una obra sobre dietètica, i l'esmenten Plini el Vell i Galè, entre d'altres. Oribasi li atribueix l'invent d'una màquina que reduïa les luxacions de l'húmer. Celi Aurelià esmenta un germà seu que també era metge, però no en dona el nom.